# Nieul-sur-l'Autise
Nieul-sur-l'Autise è un comune francese di 1 259 abitanti situato nel dipartimento della Vandea nella regione dei Paesi della Loira.

## Società

### Evoluzione demografica
Abitanti censiti